# Jule Hermann

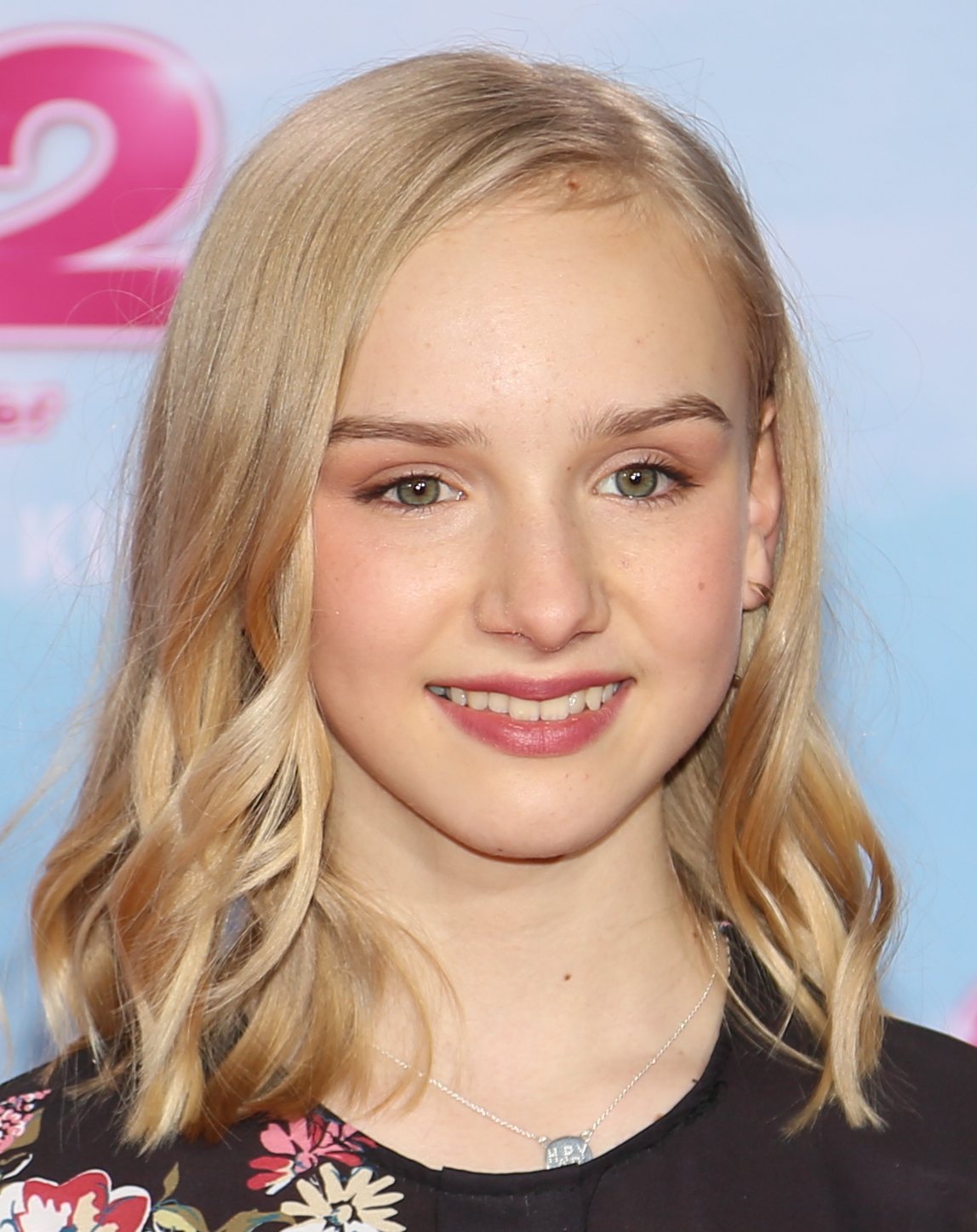
Jule Hermann (2018)

Jule Hermann (* 2004 in München) ist eine deutsche Schauspielerin.

## Leben
Hermann wurde 2004 in München geboren und zog später mit ihrer Familie nach Berlin.
Ihre erste Rolle hatte sie 2014 im Alter von zehn Jahren in dem Fernsehfilm Zu mir oder zu dir? von Regisseur Ingo Rasper. Im selben Jahr spielte sie in der Neuverfilmung Till Eulenspiegel eine der Hauptrollen.
2017 setzte sie sich bei der Besetzung der titelgebenden Hauptrolle der Wendy für Wendy – Der Film gegen 1600 weitere Bewerberinnen durch.
Seit 2023 absolviert sie ihr Schauspielstudium an der Filmuniversität Babelsberg Konrad Wolf.

## Filmografie
- 2014: Zu mir oder zu dir?
- 2014: Till Eulenspiegel
- 2016: Nebel im August
- 2017: Wendy – Der Film
- 2017: Timm Thaler oder das verkaufte Lachen
- 2018: Wendy 2 – Freundschaft für immer
- 2019: Tatort: Ein Tag wie jeder andere
- 2019: Familie Dr. Kleist (Fernsehserie, Folge 9.02)
- 2020: Großstadtrevier (Folge 440)
- 2021: Der menschliche Faktor
- 2021: SOKO Potsdam: Flug in den Tod
- 2021: Praxis mit Meerblick – Hart am Wind
- 2021: Unter anderen Umständen: Für immer und ewig
- 2022: Die Bürgermeisterin
- 2023: Doppelhaushälfte (Fernsehserie, zwei Folgen)
- 2024: Zeit Verbrechen (Miniserie, Folge Dezember)